# Heather Sweet (femme politique)
Heather Sweet, née le 23 août 1981, est une femme politique canadienne, elle est élue à l'Assemblée législative de l'Alberta lors de l'élection provinciale de 2015. Elle représente la circonscription d'Edmonton-Manning en tant qu'une membre du Nouveau Parti démocratique de l'Alberta.